# Йордан Наумов
Йордан Наумов Христов е български офицер, генерал-майор от генералщабното ведомство.

## Биография
Роден е на 4 март 1870 г. в град Прилеп. На 3 октомври 1888 г. постъпва на военна служба. През 1891 г. завършва Военното училище в София, на 2 август произведен в чин подпоручик и зачислен в кавалерията. През 1899 г. постъпва на служба в 4-ти конен полк. Между 1899 и 1902 г. учи в Николаевската генералщабна академия. От 1899 г. служи в Четвърти конен полк. Бил е адютант на Трета пехотна дивизия. През 1900 г. служи в 4-ти конен полк. От 1909 г. е на работа в оперативното отделение на генералния щаб, от 1911 г. е началник на етапната комуникация в ЩА.
По време на Балканската (1912 – 1913) и Междусъюзническата война подполковник Наумов е началник на оперативния отдел в Щаба на 1-ва армия. На 1 ноември 1913 г. е произведен в чин полковник.
От 22 май 1914 до 20 юли 1915 г. е командир на Пети конен полк. От януари 1915 г. заема длъжността началник на щаба на Кавалерийската инспекция. На 11 септември 1915 г. е назначен за командир на Четвърти конен полк. По време на Първата световна война (1915 – 1918) е командир на 3-та бригада към Единадесета дивизия, след което е началник-щаб на Кавалерийската дивизия.. На 16 септември 1918 г. излиза в запас. През 1930 – 1942 г. е търговски представител по тютюните.
Участва като делегат от Прилепското благотворително братство в обединителния конгрес на Македонската федеративна организация и Съюза на македонските емигрантски организации от януари 1923 година.
Архивът му се съхранява във фонд 046 в Държавния военноисторически архив във Велико Търново. Той се състои от 6 архивни единици от периода 1895 – 1946 г.

## Военни звания
- Подпоручик (2 август 1891)
- Поручик (15 ноември 1894)
- Капитан (15 ноември 1900)
- Майор (19 септември 1906)
- Подполковник (22 септември 1910)
- Полковник (1 ноември 1913)
- о. з. Генерал-майор (31 декември 1935)

## Награди
- Народен орден „За военна заслуга“ IV степен с военно отличие и V степен на обикновена лента
- Орден „Св. Александър“ IV степен с мечове по средата